# 1956年のメジャーリーグベースボール
以下は、メジャーリーグベースボール（MLB）における1956年のできごとを記す。
1956年4月17日に開幕し10月10日に全日程を終え、ナショナルリーグはブルックリン・ドジャースが2年連続12度目のリーグ優勝で、アメリカンリーグはニューヨーク・ヤンキースが同じく2年連続で22度目のリーグ優勝であった。
ワールドシリーズはニューヨーク・ヤンキースがブルックリン・ドジャースを4勝3敗で破り、17度目のシリーズ制覇となった。
1955年のメジャーリーグベースボール - 1956年のメジャーリーグベースボール - 1957年のメジャーリーグベースボール

## できごと
ナショナルリーグは、ドジャース、ブレーブス、レッドレッグズ(レッズ)の三つ巴の争いとなり、ドジャースのエースドン・ニューカム(27勝)が最多勝、本塁打王デューク・スナイダー（本塁打43本）が本塁打王を獲得する活躍でチームをけん引してペナントを制した。ドン・ニューカムはこの年に制定されたサイヤング賞の最初の受賞者となり、リーグMVPとサイヤング賞を同じ年に受賞するとともに1949年に新人王を取っており、この三賞を受賞したリーグ史上唯一の選手となった。また前年までジャイアンツにいたサル・マグリーがシーズン初めにインディアンスからドジャースに移り13勝したことも大きかった。この他にブレーブスのハンク・アーロン（打率.328）が初の首位打者となり、カージナルスのスタン・ミュージアル（打点109）が8年ぶり2度目の打点王となった。
アメリカンリーグは、ミッキー・マントル（打率.353・打点130・本塁打52本）が首位打者・打点王・本塁打王の三冠王となり、フォード（19勝・防御率2.47）が最優秀防御率となり、ジョニー・カックス（18勝）、ドン・ラーセン（11勝）の活躍でニューヨーク・ヤンキースが優勢のまま、ボブ・レモンとアーリー・ウインの両エースと前年新人王のハーブ・スコア (最多奪三振263)の3人が共に20勝であったインディアンスに9ゲーム差をつけてのリーグ優勝であった。
前年と同じ顔合わせとなったワールドシリーズでは、前年膝の痛みでシリーズ3試合しか出場出来なかったマントルが本塁打3本で活躍し、シリーズ10打点のヨギ・ベラ捕手がそれ以上の活躍であったが、2勝2敗の後の第5戦でドン・ラーセンがワールドシリーズ唯一の完全試合を達成し、最終第7戦までもつれたがヤンキースが前年の雪辱を果たした。
なおこの年のヤンキース対ドジャース戦は1921年のヤンキース対ジャイアンツ戦以来36年間で13回目のニューヨーク対決であった。2年後のジャイアンツとドジャースの西海岸への本拠地移転で、ワールドシリーズにおけるニューヨーク対決は以後43年間は無く、2000年にニューヨーク・メッツ対ニューヨーク・ヤンキース戦で44年ぶりに実現した。

### ミッキー・マントル
メジャーデビューして6年目のミッキー・マントルが1947年のテッド・ウイリアムズ以来の打撃三冠王となった。1901年以降の近代野球ではナップ・ラジョイを最初に9人目で11回目の快挙であり、リーグMVPも獲得した。ヤンキースに絞れば三冠王はルー・ゲーリッグ以来であり、本塁打数が50本の大台にのったのはベーブ・ルース以来であった。とりわけ本塁打52本を打って、50本以上の本塁打で三冠王になったのは後にも先にもミッキー・マントルだけである。前年に苦手としていた内角高めの速球を克服したことで打者として大きく成長し、オリオールズから移籍してきたボブ・ターリーから相手投手のクセを見破るテクニックを習得したことも大きかった。それまで三振数が四球数を上回っていたのが1955年から四球数が上回るようになって打率も向上していた。そしてマントルが超特大アーチの本塁打を打ったことが常に話題になっていた。1953年にワシントンのグリフィス・スタジアムで172m(565フィート)の本塁打を打ったが、この1956年にはヤンキー・スタジアムのライト3階席の屋根に到達した本塁打を打っている。後に1960年にはタイガー・スタジアムで195m(640フィート)あったとされている本塁打をかっ飛ばしている。
この頃のマントルが傑出した大打者になり得る選手であると如何に期待され、野球選手としても完璧であったことは同じ時期にプレーした他の選手からの言葉がそれを表している。スタン・ミュージアルは「彼が打率4割と本塁打60本を打っても、私は驚かない」と称賛し、テッド・ウイリアムズは「もし私にマントルほどの足があれば、あと5本くらい内野安打を稼いで2度目の4割打者になれた」としてマントルの天賦の才を羨んだ。この時代にホワイトソックスとオリオールズの監督を務めたポール・リチャーズは「誰よりも優れた打者で、誰よりも優れた強肩で、誰よりも優れた走者だ」とそのパーフェクトなプレーヤーであることを絶賛した。ジョー・ディマジオが堂々として威厳に満ちていたのに対して、マントルは社交的で親しみやすく謙虚なカントリーボーイのようで、ずば抜けたパワーとスピードを兼ね備えた選手であったので、マントルは1950年代のアメリカの象徴的な存在となり、絶大な人気を誇ったスーパースターとなった。しかしこの後の彼の野球人生は、ケガと故障に悩まされて、有り余る素質を生かせず苦難に満ちたものになっていった。

### アーロン、ミュージアル、スナイダー、メイズ
アメリカンリーグの個人成績はミッキー・マントルが占めたが、ナショナルリーグは後に殿堂入りを果たすスーパープレーヤーが揃った。ブレーブスのハンク・アーロンがデビュー3年目で打率.328で初めて首位打者を獲得し最多安打200本も記録した。アーロンは翌年にワールドシリーズ出場を果たす。本塁打王は43本打ったドジャースのデューク・スナイダーが獲得したが、スナイダーは同じニューヨークの球団にいたマントルとメイズと比べると、ブルックリン時代に絞ればほぼ同じ成績を上げて、1950年代（1950年 - 1959年)の10年間では1000打点以上を記録したのは、スナイダーとギル・ホッジスの2人だけで、またワールドシリーズで本塁打を4本以上を2度記録したのはスナイダーだけである。打点王は109のカージナルスの至宝スタン・ミュージアルで1941年にメジャーデビューして以来まだ3割を割ったことの無い打者で翌1957年には5年ぶりに7度目の首位打者を獲得する。そして盗塁王は40でウィリー・メイズが獲得して2年前には首位打者、前年は本塁打王、そしてこの年から以後4年連続盗塁王となる。そしてこの年に得点王と新人王となったのはレッドレッグス(レッズ)のフランク・ロビンソンで、ロビンソンは10年後の1966年にオリオールズに移籍してすぐにマントル以来となる三冠王に輝いた。
一方アメリカンリーグの新人王で盗塁王にもなったのはホワイトソックスのルイス・アパリシオで、この年にデビューしたばかりで以後9年連続盗塁王となり、1958年からゴールドグラブ賞も9回獲得している。どちらもこの年の打撃部門におけるタイトルホルダーはいずれも後に殿堂入りした選手ばかりであった。

### ドン・ラーセン
ドン・ラーセンは殿堂入りするほどの実績はなく、大リーグ14年間で7球団を渡り歩いて通算81勝91敗の成績であった。彼は1947年にサンディエゴのポイント・ロマ高校を卒業後、セントルイス・ブラウンズと契約してマイナーリーグで6年の経験を積んでから1953年にメジャーデビューした。ブラウンズの選手として1年、翌年にボルチモアへ移ってボルチモア・オリオールズで1年間プレーして3勝21敗の成績でこの年の最多敗戦投手となった。それでもヤンキースのケーシー・ステンゲル監督が身長193センチで大型投手としてその素質を見込んでヤンキースにトレードされた。1955年は9勝2敗のまずまずの成績でこの年秋に日米野球でヤンキースの一員として来日し予想外にいいとステンゲルは思った。翌1956年の春のキャンプ地で門限を無視して飲み歩き酔っ払い運転で電柱にぶつかる事故を起こしたがステンゲル監督は不問に付した。そしてこの年のシーズンは11勝5敗の成績で初めて先発陣の一翼を担った。そしてワールドシリーズでは対ドジャース第2戦に先発したが序盤に6点リードしたがすぐに6点取られて2回で降板した。その後両チーム2勝2敗で迎えた重要な第5戦にラーセンはマウンドを託された。6万4519人の観客の前で、主砲マントルの本塁打で先制し7回に1点追加して2対0となり、あれよあれよと言っている間にラーセンは完全試合を達成した。この試合の後半にはラーセンは振り被らずに投げるノーワインドアップ投法に切り替えたことも好結果につながった。ギリアム(二)、リース(游)、スナイダー(中)、ロビンソン(左)、ホッジス(一)、アモロス(右)、フリロ(三)、キャンパネラ(補)、マクリー(投)のこの時期のブルックリン・ドジャースの打線は強力であった。
ラーセンはその後1959年12月にアスレチックスとの交換トレード(この時の交換相手はロジャー・マリスであった)でカンザスシティへ移り、その後4球団を渡り歩いて1967年にレッズを最後にユニフォームを脱いだ。引退後はカリフォルニア州の製紙会社で働き、現在はアイダホ州で隠居生活を送っている。

### ボブ・フェラー
インディアンスのボブ・フェラー投手が19試合に登板して0勝4敗に終わったこの年限りで引退した。1936年にインディアンスに入団し、その年の春のオープン戦で前年のワールドシリーズを制覇したカージナルスを相手に3回投げて8人の打者から三振を奪って話題となった時はまだ17歳であった。正式にメジャーデビューした最初の試合で奪三振15を記録し、1938年に17勝・奪三振240で最多奪三振となり以後4年連続奪三振王となり、1940年には投手三冠を達成した。そして1941年12月の真珠湾攻撃ですぐに海軍に志願入隊して以降4年間は太平洋で兵役に就いた。この一番充実期を迎えるはずだった時期に4年間の空白があったことは、フェラーにとって惜しまれることであった。戦後復帰してからも3年連続奪三振王となり、最多奪三振は空白の4年を挟んで7回記録して、通算266勝162敗・通算奪三振2581・最多勝6回の記録を残した。もし戦争が無かったら、ウォルター・ジョンソンの奪三振3508の大記録を抜き、350勝はしていただろうと言われている。1947年当時の投げている時の記録映画のフィルムを分析した結果、ボブ・フェラーの球の速さは時速107.9マイル(172.64キロ）で、これは史上最速であるとする説がある。また全盛期に対ワシントン・セネタース戦に登板した時に、セネタース監督のバッキー・ハリスが打席に向かう自分のチームの選手に「もしあいつの投げる球が見えたらバットを振ってこい。何も見えなかったら、仕方ない、ベンチに帰ってこい」とアドバイスしたという話が残っている。(1962年殿堂入り)

### ジャッキー・ロビンソン
ワールドシリーズ連覇を逃したドジャースは、年末の12月13日に投手陣の弱体化を補強するためジャイアンツのリトルフィールド投手の獲得を目指し、リトルフィールド投手とプラスして3万5,000ドルを受け取る代わりにジャッキー・ロビンソンをジャイアンツにトレードする話をまとめた。球団からトレード通告を受けたら5日以内に相手球団に行かねばならない。しかしロビンソンは別の選択肢を選んだ。「私の足は衰えた。これでは高い金額を用意してくれたジャイアンツに悪い」として翌年1月5日に自ら引退を発表した。1947年にロビンソンがドジャースの一員としてメジャーリーグにデビューした時は全米に衝撃が走った。差別に負けず打率.297・打点48・本塁打12本の成績でその年に制定されたばかりの新人王に選ばれ、盗塁29はリーグ最多で盗塁王をも獲得した。翌年には他の球団も相次いで黒人選手の採用に踏み切り、黒人がプレーすることは既に当たり前のようになった。1949年には打率.342・打点124・本塁打16本で首位打者となり盗塁王（盗塁37）も獲得してリーグMVPにも選ばれた。彼をメジャーリーグに入れたブランチ・リッキーGMは「他の誰にも彼と同じ境遇をしのぐことが出来たとは思えない。ロビンソンには自らを律する知恵と何よりの精神力があった」と回想している。
実働10年で1382試合・安打1,518本・本塁打137本・打点734・打率.311の通算成績を残し、首位打者1回・盗塁王2回でリーグMVPも1回獲得している。人種の壁を打ち破ったメジャーリーグ初の黒人選手でありパイオニアであったロビンソンの背番号「42」は彼の引退の40年後に全球団で永久欠番となった。

### 規則の改定
- ダブルプレー阻止のために打球に干渉した走者には、アウトが宣告されるようになった。（7.08H）

### 記録
- ブルックリン・ドジャースのカール・アースキン投手はこの年5月12日の対ジャイアンツ戦で3-0で破りノーヒットノーランを達成した。カール・アースキンは4年前の1952年6月19日の対カブス戦でも5対0で破りノーヒットノーランを達成しており自身2度目の快挙であった。
- ブルックリン・ドジャースのサル・マグリー投手はこの年9月25日の対フィリーズ戦で5-0で破りノーヒットノーランを達成した。
- ニューヨーク・ヤンキースのドン・ラーセン投手はこの年10月8日のワールドシリーズ第5戦で、ブルックリン・ドジャースを2-0で破り、完全試合を達成した。この時点でMJB史上6人目で2017年までに23人が達成している。またワールドシリーズにおいては史上唯一のケースである。

## 最終成績

### レギュラーシーズン
| 順 | チーム                         | 勝利 | 敗戦 | 勝率 | G差  |
| -- | ------------------------------ | ---- | ---- | ---- | ---- |
| 1  | ニューヨーク・ヤンキース       | 97   | 57   | .630 | --   |
| 2  | クリーブランド・インディアンス | 88   | 66   | .571 | 9.0  |
| 3  | シカゴ・ホワイトソックス       | 85   | 69   | .552 | 12.0 |
| 4  | ボストン・レッドソックス       | 84   | 70   | .545 | 13.0 |
| 5  | デトロイト・タイガース         | 82   | 72   | .532 | 15.0 |
| 6  | ボルチモア・オリオールズ       | 69   | 85   | .448 | 28.0 |
| 7  | ワシントン・セネタース         | 59   | 95   | .383 | 38.0 |
| 8  | カンザスシティ・アスレチックス | 52   | 102  | .338 | 45.0 |

| 順 | チーム                       | 勝利 | 敗戦 | 勝率 | G差  |
| -- | ---------------------------- | ---- | ---- | ---- | ---- |
| 1  | ブルックリン・ドジャース     | 93   | 61   | .604 | --   |
| 2  | ミルウォーキー・ブレーブス   | 92   | 62   | .597 | 1.0  |
| 3  | シンシナティ・レッドレッグス | 91   | 63   | .591 | 2.0  |
| 4  | セントルイス・カージナルス   | 76   | 78   | .494 | 17.0 |
| 5  | フィラデルフィア・フィリーズ | 71   | 83   | .461 | 22.0 |
| 6  | ニューヨーク・ジャイアンツ   | 67   | 87   | .435 | 26.0 |
| 7  | ピッツバーグ・パイレーツ     | 66   | 88   | .429 | 27.0 |
| 8  | シカゴ・カブス               | 60   | 94   | .390 | 33.0 |

### オールスターゲーム
- ナショナルリーグ 7 - 3 アメリカンリーグ

### ワールドシリーズ
- ドジャース 3 - 4 ヤンキース

| 10/3 –  | ヤンキース | 3 | - | 6  |  | ドジャース |
| 10/5 –  | ヤンキース | 8 | - | 13 |  | ドジャース |
| 10/6 –  | ドジャース | 3 | - | 5  |  | ヤンキース |
| 10/7 –  | ドジャース | 2 | - | 6  |  | ヤンキース |
| 10/8 –  | ドジャース | 0 | - | 2  |  | ヤンキース |
| 10/9 –  | ヤンキース | 0 | - | 1  |  | ドジャース |
| 10/10 – | ヤンキース | 9 | - | 6  |  | ドジャース |

MVP：ドン・ラーセン (NYY)

## 個人タイトル

### アメリカンリーグ
| 項目   | 選手                     | 記録 |
| ------ | ------------------------ | ---- |
| 打率   | ミッキー・マントル (NYY) | .353 |
| 本塁打 | ミッキー・マントル (NYY) | 52   |
| 打点   | ミッキー・マントル (NYY) | 130  |
| 得点   | ミッキー・マントル (NYY) | 132  |
| 安打   | ハービー・キーン (DET)   | 196  |
| 盗塁   | ルイス・アパリシオ (CWS) | 21   |

| 項目   | 選手                         | 記録 |
| ------ | ---------------------------- | ---- |
| 勝利   | フランク・ラリー (DET)       | 21   |
| 敗戦   | アート・ディトマー (KCA)     | 22   |
| 防御率 | ホワイティー・フォード (NYY) | 2.47 |
| 奪三振 | ハーブ・スコア (CLE)         | 263  |
| 投球回 | フランク・ラリー (DET)       | 294  |
| セーブ | ジョージ・ズヴィリンク (BAL) | 16   |

### ナショナルリーグ
| 項目   | 選手                       | 記録 |
| ------ | -------------------------- | ---- |
| 打率   | ハンク・アーロン (ML1)     | .328 |
| 本塁打 | デューク・スナイダー (BRO) | 43   |
| 打点   | スタン・ミュージアル (STL) | 109  |
| 得点   | フランク・ロビンソン (CIN) | 122  |
| 安打   | ハンク・アーロン (ML1)     | 200  |
| 盗塁   | ウィリー・メイズ (NYG)     | 40   |

| 項目   | 選手                   | 記録 |
| ------ | ---------------------- | ---- |
| 勝利   | ドン・ニューカム (BRO) | 27   |
| 敗戦   | ロン・クライン (PIT)   | 18   |
| 敗戦   | ロビン・ロバーツ (PHI) | 18   |
| 防御率 | ルー・バーデット (ML1) | 2.70 |
| 奪三振 | サム・ジョーンズ (CHC) | 176  |
| 投球回 | ボブ・フレンド (PIT)   | 314⅓ |
| セーブ | クレム・ラビン (BRO)   | 19   |

## 表彰

### 全米野球記者協会（BBWAA）表彰
| 表彰         | アメリカンリーグ         | ナショナルリーグ           |
| ------------ | ------------------------ | -------------------------- |
| MVP          | ミッキー・マントル (NYY) | ドン・ニューカム (BRO)     |
| サイヤング賞 | --                       | ドン・ニューカム (BRO)     |
| 最優秀新人賞 | ルイス・アパリシオ (CWS) | フランク・ロビンソン (CIN) |

### その他表彰
ルー・ゲーリッグ賞
- ピー・ウィー・リース (BRO)

ベーブ・ルース賞
- ドン・ラーセン (NYY)

### アメリカ野球殿堂入り表彰者
BBWAA投票
- ジョー・クローニン
- ハンク・グリーンバーグ